# 丁瑟尔贝格
丁瑟尔贝格是奥地利福拉尔贝格州费尔德基希县的一个市镇。总面积5.55平方公里，总人口142人，人口密度25.6人/平方公里（2005年）。